# Reichharts
Reichharts ist eine Ortschaft und eine Katastralgemeinde der Gemeinde Irnfritz-Messern im Bezirk Horn in Niederösterreich.

## Geschichte
Laut Adressbuch von Österreich waren im Jahr 1938 in der Ortsgemeinde Reichharts ein Gastwirt, ein Gemischtwarenhändler, ein Schmied, eine Schneiderin und mehrere Landwirte ansässig.

## Siedlungsentwicklung
Zum Jahreswechsel 1979/1980 befanden sich in der Katastralgemeinde Reichharts insgesamt 51 Bauflächen mit 27.073 m² und 57 Gärten auf 53.016 m², 1989/1990 gab es 50 Bauflächen. 1999/2000 war die Zahl der Bauflächen auf 84 angewachsen und 2009/2010 bestanden 48 Gebäude auf 104 Bauflächen.

## Bodennutzung
Die Katastralgemeinde ist landwirtschaftlich geprägt. 311 Hektar wurden zum Jahreswechsel 1979/1980 landwirtschaftlich genutzt und 6 Hektar waren forstwirtschaftlich geführte Waldflächen. 1999/2000 wurde auf 316 Hektar Landwirtschaft betrieben und 5 Hektar waren als forstwirtschaftlich genutzte Flächen ausgewiesen. Ende 2018 waren 309 Hektar als landwirtschaftliche Flächen genutzt und Forstwirtschaft wurde auf 5 Hektar betrieben. Die durchschnittliche Bodenklimazahl von Reichharts beträgt 39,4 (Stand 2010).